# Jenny Wenhammar
Jenny Antunes Wenhammar, född 9 juni 1972 i Kågeröd, är en svensk bildlärare, konstnär, feministisk aktivist och grundare av Femen Sweden. 

## Biografi
Som ung arbetade Jenny Wenhammar med hunddressyr. Hon studerade konst i Venezuela och Portugal 1989–1993 och därefter konst, dekorationsmåleri och konstterapi i Sverige. Hon var bildlärare på en Montessoriskola 2006–2007. Efter ett år med segling 2007–2008 studerade hon på Arkitekturskolan LTH och 2009–2016 psykologi på Lunds universitet med fördjupning i miljöpsykologi vid Statens lantbruksuniversitet. Hon är gift med Nuno Antunes. 
År 2006 värvade Miljöpartiet henne till kommunalpolitiken i Svalöv. På hösten kom hon in i kommunstyrelsen. 2012 motsatte hon sig en rivning som kommunen beslutat. Hon blev aktivist för att stoppa rivningen, men fastigheten jämnades ändå med marken. År 2013 lämnade hon politiken i protest. Men 2014 övertygades om att komma tillbaka och sattes i februari upp på valbar plats för riksdagslistan i västra Skåne.
Våren 2012 hade hon blivit hon aktivist i Femen och grundade Femen Sweden. Hon har därefter deltagit i ett flertal aktioner i Sverige. En aktion i Almedalen 2014 fick stor uppmärksamhet och kännbara konsekvenser. Den ledde till att hon fick ultimatum av Miljöpartiet: antingen fortsatt riksdagskandidatur eller fortsatt FEMEN-aktivism.
Hennes konst och aktivism är tydligt förenade. Det är performance, kroppskonst och bild. Återkommande teman är kvinnors rätt och den nakna kvinnokroppens avsexualisering och frigörelse.  Hon har ägnat en stor del av sin konst åt att måla vulvor, i likhet med bland annat Carolina Falkholt.

## Utställningar
- Skånemässan, Malmö, 2005[9]
- Venusgården, Lindby, 2006
- Huntley Equine Center, Hallandsåsen, 2006
- Art-Money, Øksnehallen, Köpenhamn, sep 2006
- Hälsans Hus, Lund, 2006
- Galleri Ryttaregården, Västra Ingelstad, 2006
- Konsthappening, Internationella Kvinnodagen, Malmö, 2007
- Konstens Vecka, Helsingborg, okt 2008
- Galleri GAL, Fredriksvaerk, feb 2009
- Stöta & Möta, Galleri Rönnquist & Rönnquist, Malmö, 2014[10]
- Femen goddesses, Västerviks konsthall, 2018.[11][12]